# Malco (historiador)
Malco (em grego antigo: Μάλχος, Málkhos) foi um historiador bizantino. De acordo com a Suda, Malco foi um bizantino; mas a declaração de Fócio diz que ele era um nativo da Filadélfia, cidade da atual Jordânia. Malco provavelmente seguiu sua profissão como retórico e sofista em Constantinopla, e a afirmação de que ele era um nativo da cidade poter ter surgido a partir dessa circunstância. Se era cristão ou pagão não está claro nos fragmentos de sua obra.
De acordo com a Suda, ele escreveu uma história que se estende desde o reinado de Constantino I a Anastácio I Dicoro; mas a obra em sete livros, dos quais Fócio deu um relato, e para qual ele dá o título de Βυζαντιακά (Byzantiaka), compreendendo apenas a partir do final da doença do imperador do oriente Leão I, o Trácio (473/474), e a morte de Júlio Nepos, imperador do ocidente (480). Possivelmente, segundo relatos de Fócio, o Byzantiaka seria a continuação de um trabalho maior que havia sido começado anteriormente e que abrangia desde Constantino; tal teoria é sustentada por um léxico bizantino anexado ao Suda. Contudo, o mais provável, é que Malco apenas produziu uma obra dando continuidade ao trabalho do historiador Prisco, especialmente porque ilustrações particularmente detalhadas de um breve período do século V não eram incomuns: Olimpiodoro de Tebas, Prisco e Cândido procederam igualmente. Warren Treadgold supõe que a obra foi dividida em três partes: um epítome de obras históricos anteriores que vai de Constantino a 473/474, a segunda parte contemporânea ao autor (apreciada por Fócio) e a terceira abrangendo até 491.
Embora tenha sobrevivido fragmentada, tendo muitos dos fragmentos sido preservados por citações de autores póstumos, a obra de Malco ressalta importantes informações internas e externas do império bizantino, como por exemplo o fim do império romano do ocidente e os contatos posteriores entre bizantinos e o líder germânico Odoacro bem como com o rei ostrogodo Teodorico, o Grande. Malco parece ter sido um bom conhecedor de ambas as partes do império romano com base em experiências pessoais ou devido a fontes orais ou escritas. Linguisticamente baseou-se em autores clássicos o que lhe rendeu bons elogios de Fócio e de autoridades modernas.